# Duolin (köpinghuvudort i Kina, Qinghai Sheng, lat 37,07, long 101,46)
Duolin (kinesiska: 多林, 多林镇) är en köpinghuvudort i Kina. Den ligger i provinsen Qinghai, i den nordvästra delen av landet, omkring 56 kilometer nordväst om provinshuvudstaden Xining. Antalet invånare är 9 546. Befolkningen består av 4 619 kvinnor och 4 927 män. Barn under 15 år utgör 21,0 %, vuxna 15-64 år 73 %, och äldre över 65 år 4,0 %.
Runt Duolin är det ganska tätbefolkat, med 134 invånare per kvadratkilometer. Närmaste större samhälle är Xinzhuang, 9,4 km öster om Duolin. Trakten runt Duolin består i huvudsak av gräsmarker.
Genomsnittlig årsnederbörd är 644 millimeter. Den regnigaste månaden är juli, med i genomsnitt 149 mm nederbörd, och den torraste är januari, med 2 mm nederbörd.